# میرویس یاسینی
میرویس یاسینی (زاده ۱۳۴۲ ولسوالی کامه - ولایت ننگرهار) سیاستمدار افغانستانی و نماینده مردم ولایت ننگرهار در دوره‌های پانزدهم و شانزدهم مجلس نمایندگان است.

## زندگی‌نامه
میرویس یاسینی زاده ۱۳۴۲ از ولسوالی کامه ولایت ننگرهار است. وی در زمان جنگ با شوروی به پاکستان مهاجرت کرد و وارد دانشگاه بین‌المللی اسلامی اسلام‌آباد شد و توانست سند لیسانس شریعت و قانون و سند ماستری/فوق لیسانس شریعت و علوم سیاسی را از این دانشگاه کسب کند. وی در انتخابات ریاست جمهوری سال ۱۳۸۸ نیز نامزد شده بود.

## دیگر فعالیت‌ها
دیگر فعالیت‌های وی:
- همکاری با سازمان هلال احمر.
- رئیس روابط خارجی و اقتصادی در وزارت مالیه (۱۳۸۱).
- رئیس عمومی مبارزه با مواد مخدر (۱۳۸۲).
- معاون اول لویه جرگه قانون اساسی (۱۳۸۲).
- معاون وزارت مبارزه با مواد مخدر (۱۳۸۴).
- عضو لویه جرگه اضطراری.